# Haaba
Haaba est une localité située dans le département de Bartiébougou de la province de la Komondjari dans la région Est au Burkina Faso.

## Géographie
Plus importante agglomération du département, Haaba est situé à 7,5 km au Nord-Ouest de Bartiébougou, le chef-lieu du département.

## Santé et éducation
Haaba accueille un centre de santé et de promotion sociale (CSPS) tandis que le centre médical avec antenne chirurgicale (CMA) se trouve à Gayéri.
Le village possède une école primaire publique.